# Congressional Research Service
Congressional Research Service (CRS) är en amerikansk federal politisk obunden myndighet som vars syfte är att agera tankesmedja exklusivt för USA:s kongress vid frågor om bland annat ekonomisk politik, försvarspolitik, handelspolitik, lagstiftning, offentlig förvaltning, socialpolitik, utrikespolitik och vetenskap.
1914 skrevs en motion av senatorn Robert M. La Follette och representanthusledamoten John M. Nelson att kongressen bör ha en speciell undersökande enhet inom USA:s kongressbibliotek, för att stödja både USA:s senat och USA:s representanthus med undersökande material vid beslut om lagar och annan regeringsutövning. Motionen godkändes av kongressbibliotekets chef Herbert Putnam och kongressen röstade igenom den. Den 16 juli 1914 signerade USA:s 28:e president Woodrow Wilson dekretet och myndigheten grundades två dagar senare med namnet Legislative Reference Service av just Putnam. 1946 signerade USA:s 33:e president Harry S. Truman en utökning av dekretet och där det beskrev att LRS behövde omedelbart expandera som myndighet och få utökade befogenheter att bedriva undersökningar och forskning av fler områden. 1970 drev kongressen igenom lagen Legislative Reorganization Act of 1970, där USA:s 37:e president Richard Nixon signerade, att man omvandlade myndigheten till en politisk obunden tankesmedja för kongressen och att den skulle heta sitt nuvarande namn. CRS har sitt huvudkontor i USA:s kongressbibliotek.